# 友和村
友和村（ゆうわ / ともわ そん）は、広島県佐伯郡にあった村。現在の廿日市市、大竹市の一部にあたる。

## 地理
- 河川：玖島川[3]、恵川[4]
- 山岳：鷹巣山[5]

## 歴史
- 1889年（明治22年）4月1日、町村制の施行により、佐伯郡友原村、三和村が発足[6]。
- 1929年（昭和4年）4月1日、上記2村が合併し友和村を新設[1][2]。
- 1954年（昭和29年）9月1日、大字松ケ原が佐伯郡大竹町、玖波町、小方町、大竹町、栗谷村と合併して市制施行し大竹市が発足[1][2]。
- 1955年（昭和30年）4月1日、佐伯郡津田町、浅原村、玖島村、四和村と合併し、佐伯町を新設して廃止された[1][2]。

### 地名の由来
合併旧2村の各一文字を組み合わせて命名。

## 産業
- 農業、養蚕、薪、製炭、養鶏業[1]。